# Santa Maria de Santa Perpètua de Gaià
Santa Maria de Santa Perpètua de Gaià és una església barroca del llogaret de Santa Perpètua de Gaià, al municipi de Pontils (Conca de Barberà) protegida com a Bé Cultural d'Interès Local.

## Descripció
El castell de Santa Maria de Santa Perpètua de Gaià tenia una església romànica que posteriorment va fer funcions d'església parroquial del poble.
De la primitiva església romànica només en resta la porta d'accés tapiada durant la darrera reforma. Es tracta d'una porta d'arc de mig punt adovellat i sense cap tipus d'ornamentació.
L'església fou substituïda per aquest edifici construït a inicis del segle xix, d'estil barroc. L'església és d'una nau de planta rectangular de 20,5 x 10,8 m dividida per contraforts i els corresponents arcs en cinc trams. El campanar, emplaçat al primer tram, té una alçada de 17,7 m. i es divideix en dues parts. Els murs tenen un gruix de 65 cm i estan fets amb maçoneria ordinària. El seu estat actual és ruïnós.

## Història
La primera menció de l'església romànica data de l'any 1172, en el testament del cavaller Pere Anguera. La construcció d'aquesta església se suposa que fou una iniciativa dels Cervelló o bé d'alguns feudataris d'aquesta família. El sepulcre que es conserva, totalment malmès, a l'interior de l'església barroca segurament pertany als promotors de la construcció de l'església.
L'actual església fou utilitzada per al culte religiós fins al 1936, data en què se'n va cremar l'interior. Durant la Guerra Civil, l'immoble va fer funcions de magatzem i de garatge. Després de la guerra l'església va quedar abandonada.